# 無頼 人斬り五郎
『無頼 人斬り五郎』（ぶらい ひとぎりごろう）は、1968年11月2日に公開された日本の映画。製作は日活。無頼シリーズ第4作。

## 概要
五郎は林田と名振会に殴り込みをかけ入獄したが、林田は姉のしのぶを頼むと言い残して死んだ。
五郎は仮釈放の許可をもらい林田の故郷のしのぶの勤め先を探した。

## キャスト
- 藤川五郎 ： 渡哲也
- 磯村由紀 ： 松原智恵子
- 林田しのぶ ： 小林千登勢
- 与作 ： 谷村昌彦
- 石浜支部長・黒松 ： 深江章喜
- 石丸鉄男 ： 岡崎二朗
- 林田昌彦 ： 藤竜也
- 大羽：高宮敬二
- 美津子：殿岡ハツエ
- 宇野：杉江廣太郎
- 前会長：大滝秀治
- 磯村所長：伊藤寿章
- 西条英子：秋とも子
- 野村：雪丘恵介
- ホテルの人事係： 河上喜史朗
- 医者： 久遠利三
- 柴田：長浜鉄平
- バーのマスター：市村博
- 山岡： 吉田武史
- ストリップ劇場のもぎり ： 森みどり
- サロンの女将： 堺紀美子
- 石浜支部組員：田畑善彦
- 辻： 中平哲仟
- 水原一家子分：式田賢一、 岩手征四郎、 根本義幸
- 塚口： 高橋明
- 名振会組員：溝口拳
- 石浜支部組員： 大前田武、小島克己
- 少女時代の由紀： 沢真理
- 刺青： 河野弘
- 技斗： 渡井嘉久雄
- 白山同介：佐藤慶
- 海藤賢作：小池朝雄
- 牧野昇次：南原宏治

## スタッフ
- 監督 ： 小澤啓一
- 脚本： 池上金男
- 企画 ： 岩井金男
- 原作 ： 藤田五郎
- (或る暴力団幹部のドキュメント「無頼」南北刊著)
- 音楽 ： 坂田晃一

## 同時上映
『BG・ある19才の日記 あげてよかった』
- 脚本：才賀明、山崎巌 / 監督：丹野雄二 / 主演：西恵子